# Yonggom
Le yonggom (ou yongkom) est une langue papoue parlée en Papouasie-Nouvelle-Guinée, dans la Province de l'Ouest.

## Classification
Le yonggom fait partie des langues ok-oksapmin, une des familles de langues de l'ensemble trans-nouvelle-guinée (TNG).

## Phonologie
Les voyelles et les consonnes du yonggom sont :

### Voyelles
|         | Antérieure | Postérieure |
| ------- | ---------- | ----------- |
| Fermée  | i [i]      | u [u]       |
| Moyenne |            | o [o]       |
| Ouverte | ɛ [ɛ]      | ɑ [ɑ]       |

### Consonnes
|              |              | Bilabiales | Alvéolaires | Dorsales | Dorsales | Dorsales |
| ------------ | ------------ | ---------- | ----------- | -------- | -------- | -------- |
| Palatales    | Vélaires     | Bilabiales | Alvéolaires | Labiov.  |          |          |
| Occlusives   | Sourde       | p [p]      | t [t]       |          | k [k]    | kw [kʷ]  |
| Occlusives   | Sonore       | b [b]      | d [d]       |          | g [g]    |          |
| Fricative    | Fricative    |            | s [s]       |          |          |          |
| Nasale       | Nasale       | m [m]      | n [n]       |          | ŋ [ŋ]    |          |
| Battue       | Battue       |            | ɾ [ɾ]       |          |          |          |
| Semi-voyelle | Semi-voyelle | w [w]      |             | y [ j]   |          |          |

## Sources
- (en) Anonyme, 2011, Yongkom Organised Phonology Data, Ukarumpa, SIL.
- (en) Wilco van den Heuvel, Sébastian Fedden, 2014, Greater Awyu and Greater Ok: Inheritance or Contact?, Oceanic Linguistics 53:1, pp. 1-36.